# Czernyola festiva
Czernyola festiva är en tvåvingeart som beskrevs av Soos 1962. Czernyola festiva ingår i släktet Czernyola och familjen träflugor. Inga underarter finns listade i Catalogue of Life.